# Przejście graniczne Radoszyce-Palota
Przejście graniczne Radoszyce-Palota – polsko-słowackie przejście graniczne małego ruchu granicznego, na szlaku turystycznym i drogowe, położone w województwie podkarpackim, w powiecie sanockim, w gminie Komańcza, w miejscowości Radoszyce, przełęczy Radoszyckiej, zlikwidowane w 2007.

## Opis
Drogowe przejście graniczne Radoszyce-Palota powstało 6 stycznia 2006, z miejscem odprawy granicznej po stronie słowackiej w miejscowości Palota. Czynne było przez całą dobę. Dopuszczony był ruch osób i towarów o dopuszczalnej masie całkowitej do 7,5 tony. Kontrolę graniczną i celną osób, towarów oraz środków transportu wykonywała Placówka Straży Granicznej w Łupkowie.
12 czerwca 2002 zostało utworzone turystyczne przejście graniczne Radoszyce-Palota w rejonie znaku granicznego nr I/100. Czynne było w godz. 8.00–20.00 w okresie letnim (kwiecień–wrzesień) i  w godz. 9.00–16.00 w okresie zimowym (październik–marzec). Dopuszczony był ruch pieszych, rowerzystów i narciarzy.
Przejście graniczne małego ruchu granicznego Radoszyce-Palota zostało utworzone 6 grudnia 1996. Dopuszczone było przekraczanie granicy dla obywateli Polski i Słowacji zamieszkałych w strefie nadgranicznej lub czasowo zameldowanych w tej strefie, dla osób prowadzących gospodarstwa w pasie małego ruchu granicznego i jedynie w pobliżu tych gospodarstw oraz mechanicznych i niemechanicznych środków transportowych do użytku osobistego pod warunkiem ponownego ich wwozu.
W przejściach granicznych turystycznym i małego ruchu granicznego odprawę graniczną i celną wykonywały organy Straży Granicznej. Doraźnie kontrolę graniczną i celną osób, towarów oraz środków transportu wykonywała kolejno: Strażnica SG w Komańczy, Placówka Straży Granicznej w Łupkowie. 
Do przejść granicznych po stronie polskiej prowadziła lokalna droga łącząca drogę wojewódzką nr 897 na Przełęczy Radoszyckiej. Po stronie słowackiej droga ta prowadziła do Medzilaborec i historycznego regionu Zemplín.
21 grudnia 2007 na mocy układu z Schengen przejścia zostały zlikwidowane.

Do przekraczania granicy państwowej z Republiką Słowacką na szlakach turystycznych uprawnieni byli obywatele następujących państw:

1. Księstwo Andory
2. Republika Austrii
3. Królestwo Belgii
4. Republika Czeska
5. Republika Grecji
6. Królestwo Danii
7. Republika Estonii
8. Republika Finlandii
9. Republika Francuska
10. Królestwo Hiszpanii
11. Królestwo Niderlandów
12. Państwo Izrael
13. Japonia
14. Republika Irlandii
15. Republika Islandii
16. Kanada
17. Księstwo Liechtensteinu
18. Wielkie Księstwo Luksemburga
19. Republika Litewska
20. Republika Łotewska
21. Księstwo Monako
22. Republika Federalna Niemiec
23. Królestwo Norwegii
24. Republika Portugalska
25. San Marino
26. Republika Słowenii
27. Stany Zjednoczone Ameryki Północnej
28. Konfederacja Szwajcarska
29. Królestwo Szwecji
30. Republika Węgierska
31. Zjednoczone Królestwo Wielkiej Brytanii i Irlandii Północnej
32. Watykan
33. Republika Włoska
34. Republika Cypryjska[2]
35. Republika Malty[2].

### Przejścia graniczne z Czechosłowacją
W październiku 1945 Naczelny Dowódca Wojska Polskiego nakazywał sformować na granicy państwowej 51 przejściowych punktów kontrolnych. W wyniku czego, w 1945 został utworzony Przejściowy Punkt Kontrolny Radoszyce (PPK Radoszyce) nr 31 – drogowy III kategorii.
W II RP istniało polsko-czechosłowackie przejście graniczne Radoszyce-Palota (miejsce przejściowe po drogach ulicznych), na czechosłowackiej drodze celnej Radoszyce – Palota – Medzilaborce. Był to punkt przejściowy z prawem dokonywania odpraw mieszkańców pogranicza, bez towarów w czasie i na zasadach obowiązujących urzędy celne, ustawione przy drogach kołowych. Dopuszczony był mały ruch graniczny. Przekraczanie granicy odbywało się na podstawie przepustek: jednorazowych, stałych i gospodarczych.